# Abedallah Shelbayh
Abedallah Shelbayh (* 16. November 2003 in Amman) ist ein jordanischer Tennisspieler.

## Persönliches
Shelbayh, eigentlich Rechtshänder, sah als Kind Rafael Nadal spielen und begann daraufhin mit seiner linken Hand zu schlagen, was er letztlich so beibehielt. Von 2018 bis 2021 trainierte er an der Rafa Nadal Academy, wo er neben dem Training auch einen Schulabschluss machte.

## Karriere
Shelbayh spielte von 2017 bis 2021 auf der ITF Junior Tour. Gegen Ende seiner Juniorkarriere erzielte er die größten Erfolge, darunter den Einzug ins Finale von Wimbledon (mit Daniel Rincón) sowie den Titel beim prestigeträchtigen Orange Bowl, ebenfalls im Doppel (mit Edas Butvilas). Im Einzel kam er bei Grand-Slam-Turnieren zweimal in die zweite Runde. In der Jugend-Rangliste erreichte er mit Rang 27 seine höchste Notierung.
Shelbayh ist der erste Jordanier, der geschlechtsübergreifend ein Match bei einem Grand-Slam-Turnier gewann. Darüber hinaus war auch niemand aus seinem Land jemals höher als er in der Junior-Rangliste notiert.
Bei den Profis spielte Shelbayh ab 2020. Bereits 2019 gab er sein Debüt für die jordanische Davis-Cup-Mannschaft, für die er eine Bilanz von 10:1 vorweisen kann. Auf der drittklassigen ITF Future Tour konnte er im ersten Profijahr ein Halbfinale im Einzel erreichen und einen Titel im Doppel gewinnen. 2021 kam im Doppel ein weiterer Titel hinzu, wodurch er erstmals in die Top 1000 der Weltrangliste einzog. 2022, das Jahr, in dem er erstmals nur noch Profiturniere spielte, überzeugte er bei Futures, die ersten drei Titel gewann er. Der bis dato größte Erfolg seiner Karriere war der Einzug ins Halbfinale von Mallorca, ein Turnier der ATP Challenger Tour, an der Anlage, wo er sonst trainierte. Er setzte sich gegen drei deutlich über ihm notierte Spieler durch, darunter die Nummer 127 der Welt, Dominic Stricker. Auch bei einem Challenger hatte vor ihm kein Landsmann ein Match gewonnen. Nach dem Turnier stand er erstmals in den Top 500.
Von 2021 bis 2022 studierte Shelbayh an der University of Florida, wo er auch College Tennis spielte. Nach seinen Erfolgen 2022 setzte er sein Studium jedoch aus, um sich ganz auf eine Profikarriere zu konzentrieren.
Anfang 2023 zog er in ein weiteres Future-Endspiel ein, wodurch er sein Karrierehoch von Rang 426 einnahm.

## Erfolge
| Legende (Anzahl der Siege) |
| Grand Slam                 |
| ATP Tour Finals            |
| ATP Tour Masters 1000      |
| ATP Tour 500               |
| ATP Tour 250               |
| ATP Challenger Tour (3)    |

### Einzel

#### Turniersiege
| Nr. | Datum           | Turnier    | Belag     | Finalgegner     | Ergebnis       |
| --- | --------------- | ---------- | --------- | --------------- | -------------- |
| 1.  | 1. Oktober 2023 | Charleston | Hartplatz | Oliver Crawford | 6:2, 6:75, 6:3 |

### Doppel

#### Turniersiege

##### ATP Challenger Tour
| Nr. | Datum          | Turnier  | Belag     | Partner       | Finalgegner                           | Ergebnis  |
| --- | -------------- | -------- | --------- | ------------- | ------------------------------------- | --------- |
| 1.  | 8. April 2023  | Murcia   | Sand      | Daniel Rincón | Marco Bortolotti Sergio Martos Gornés | 7:63, 6:4 |
| 2.  | 5. Januar 2024 | Canberra | Hartplatz | Daniel Rincón | André Göransson Albano Olivetti       | 7:64, 6:3 |